# Große Schauspieler – Unvergängliche Dichtung
Große Schauspieler – Unvergängliche Dichtung war eine Schallplattenreihe der Ariola-Athena ab Anfang der 1960er Jahre. Die künstlerische Leitung hatte Hans Conrad Fischer inne.
Es handelte sich um eine Reihe von Langspielplatten, deren Titel das Konzept widerspiegelt. Renommierte Schauspieler, die auf dem Plattencover mit einer ausführlichen Biografie gewürdigt wurden, sprachen Klassiker der Literatur. Zu ihnen gehörten Will Quadflieg, der Hölderlins „Hyperion an Bellarmin“ las, Ernst Deutsch und Käthe Gold.
Das äußere Erscheinungsbild der Cover der langlebigen Reihe wechselte einmal von schwarz-grauem Schauspielerporträtfoto mit gelber Schrift zu grün-weiß mit schwarzer Schrift.